# Заречье (Закарпатская область)
Заре́чье (укр. Заріччя) — село в Хустском районе Закарпатской области Украины, административный центр Заречанской сельской общины.
Почтовый индекс — 90123. Телефонный код — 3144. Занимает площадь 4,43 км². Код КОАТУУ — 2121984001.

## Население
Население по переписи 2001 года составляло 3939 человек.

### Языковой состав
Родной язык населения по данным переписи 2001 года:
| Язык       | Численность, чел. | Доля     |
| ---------- | ----------------- | -------- |
| Украинский | 3 937             | 99,95 %  |
| Другое     | 2                 | 0,05 %   |
| Итого      | 3 939             | 100,00 % |